# Hans Ernst Karl Graf von Zieten
Hans Ernst Karl Graf von Zieten (5 de marzo de 1770  - 3 de mayo de 1848) fue un oficial en el Ejército prusiano durante las Guerras Napoleónicas.
Zieten nació en Dechtow en el Margraviato de Brandeburgo; no estaba emparentado con el general de Federico el Grande Hans Joachim von Zieten.
Durante la campaña de Waterloo de 1815, el teniente-general von Zieten comandó el I. Cuerpo prusiano. El cuerpo combatió una acción contra el empuje francés el 15 de enero, y estuvo fuertemente comprometido contra los franceses al día siguiente en la Batalla de Ligny, y de nuevo dos días más tarde el 18 de junio en la batalla de Waterloo.
El 1 de julio, el I. Cuerpo de Zieten participó en la Batalla de Issy justo en las afueras de las murallas de París. Al fin de la campaña el 7 de julio, al cuerpo se le concedió el honor de ser la primera fuerza importante de la Coalición de entrar en París.
El rey Federico Guillermo III de Prusia recompensó a Zieten con el título de Graf (o conde) el 3 de septiembre de 1817. A la edad de 69 años, fue ascendido a mariscal de campo (Generalfeldmarschall) el 9 de septiembre de 1839. Zieten murió en Warmbrunn en 1848.